# Norbert Lipusz
Norbert Lipusz (ur. 23 kwietnia 1986 w Miszkolcu) – węgierski piłkarz, występujący na pozycji pomocnika.